# Sphagnum simplicissimum
Sphagnum simplicissimum là một loài rêu trong họ Sphagnaceae. Loài này được Lour. mô tả khoa học đầu tiên năm 1790.